# Ulestraten

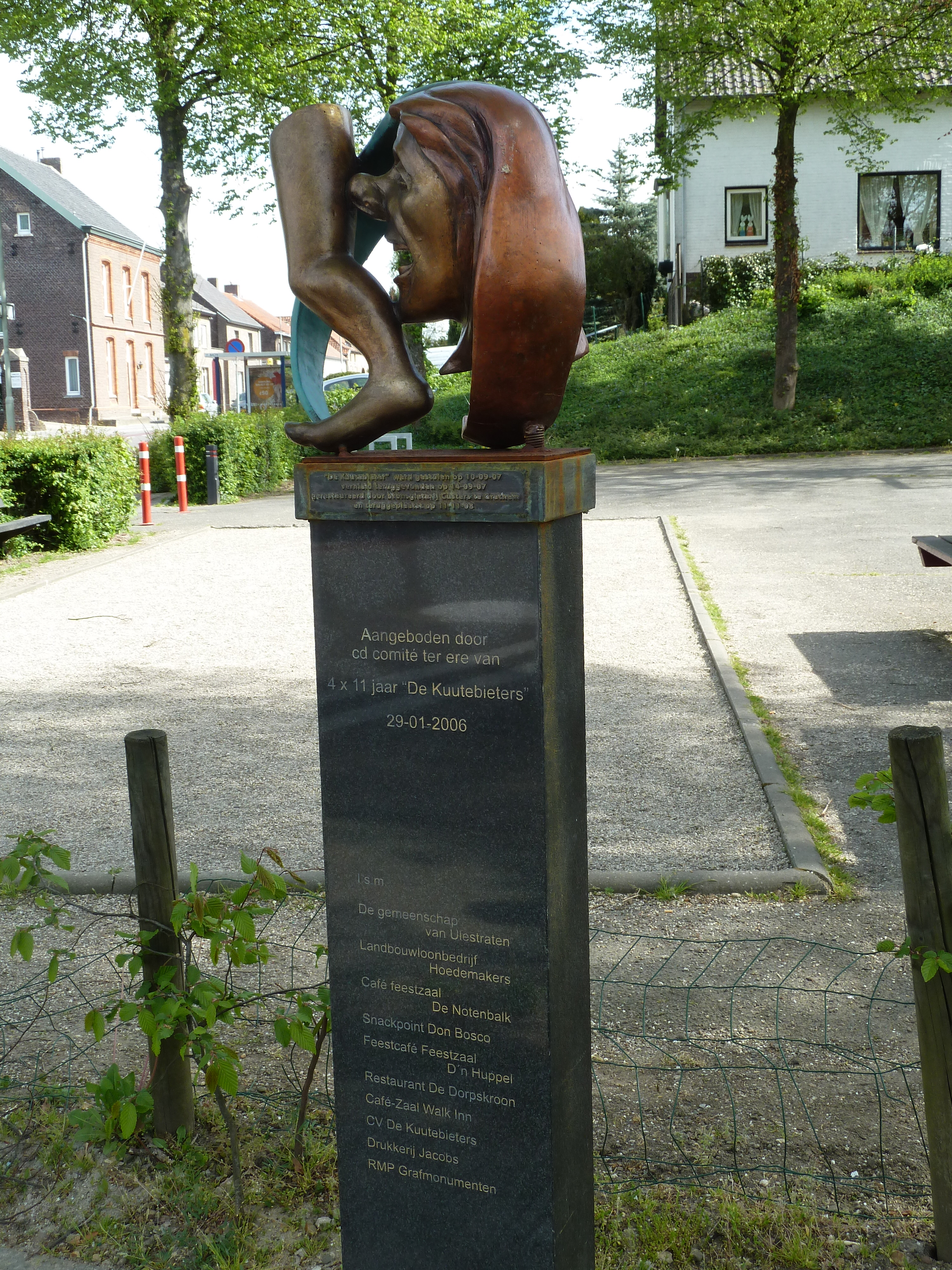
De nar van Ulestraten. Het symbool van de carnavalsvereniging de Kuutebieters in Ulestraten

Ulestraten (Limburgs: Ulesjtraote) is een dorp in de gemeente Meerssen dat ligt in het zuiden van de Nederlandse provincie Limburg. Het dorp ligt aan de rand van het Watervalderbeekdal (zijdal van het Geuldal) en het Centraal Plateau. In het zuiden van het dorp ligt de Wijngaardsberg.

## Gemeente Ulestraten
Tot de gemeentelijke herindeling in 1982 was Ulestraten een zelfstandige gemeente met daarin de woonkernen: Ulestraten dorp, Schietecoven, Humcoven, Waterval, Vliek, Genzon, Moorveld, Groot Berghem en Klein Berghem. De voormalige buurtschappen Genzon, Groot Berghem, Klein Berghem en Vliek zijn na 1980 tot de dorpskern van Ulestraten gaan behoren. In Ulestraten wonen ongeveer 2.795 mensen. In de voormalige gemeente lag ook Maastricht Aachen Airport tot aan de gemeentelijke herindeling in 1982.

## Naamsverklaring
De naam "Ulestraten" komt mogelijk van het Latijnse olla, dat 'pot' betekent. In Ulestraten zijn in 1967 vermoedelijk sporen van een pottenbakkerij aangetroffen uit de Vroege Middeleeuwen, de Romaanse tijd. De naam wordt ook wel verklaard als een samenstelling van oele ‘laaggelegen, vochtig’ en het meervoud van straat. Water, moeras is in het oud-Duits üd, ül, ole. Ulestraten kan dan vertaald worden als ‘waterstraat, moerassige doorgangsweg’. De weg door Ulestraten werd later bekend als de Sint Catharinastraat.

## Geschiedenis
Ulestraten ontstond in de middeleeuwen door ontginning vanuit Meerssen van het Centraal Plateau. Het dorp behoorde van 1626-1794 tot het Land van Valkenburg, waarin het een heerlijkheid vormde. Er bestond reeds een kapel, en in 1806 werd een kerk gebouwd. In 1833 werd Ulestraten verheven tot parochie. Oorspronkelijk bestaande uit lintbebouwing langs enkele straten, werden er in de 2e helft van de 20e eeuw woonwijken bijgebouwd in noordelijke en zuidelijke richting. Al voor het dorp de naam Ulestraten kreeg, verbleven binnen dit vruchtbare en waterrijke grondgebied al duizenden jaren mensen. Er zijn door samenwerking tussen enkele amateur- en beroepsarcheologen, in met name het gebied rondom de Wijngaardsberg, Genzon en het gebied ten oosten van Maastricht Aachen Airport, prehistorische en Romeinse vindplaatsen ontdekt. Zo is aangetoond dat het gebied al bezocht werd door jagers en verzamelaars rond 8000 voor Chr. En in 2003 en 2010 is aangetoond dat hier rond 5000 voor Chr. de eerste boeren van de Bandkeramische cultuur zich vestigden. Ook zijn er vondsten bekend van andere agrarische culturen, zoals de Michelsbergcultuur (ca. 4000-3000 voor Chr.). Van deze cultuur zijn de meest noordwestelijke vuursteen ateliers, van de prehistorische vuursteenwinningen in Valkenburg, aangetoond in het gebied nabij het gehucht Waterval. Verder zijn er ook vondsten gedaan uit de Brons- en IJzertijd (ca.1900-50 voor Chr.) en de Romeinse tijd (ca. 50 voor Chr.- 400 na Chr.). Denk aan Romeinse vondsten bijvoorbeeld uit 1967, toen werd een Romeins grafveld gevonden op de bouwplaats voor het gemeenschapshuis en in 1992 werd het 'Romeins villaterrein Berghemmerveld' ontdekt.¹
Noot: Referentie
[¹] Pepels J., 2009 Prehistorische en Romeinse vondsten in en rondom Ulestraten, gemeente Meerssen. ISBN 978-90-9024148-7

## Geografie
Ulestraten ligt aan de rand van het Centraal Plateau op een hoogte van ongeveer 115 meter. In het westen vindt men het vliegveld en bijbehorend Bedrijventerrein. De Sint-Catharinastraat, die de hoofdstraat van het dorp vormt, ligt relatief laag, en hierlangs loopt de Vliekerwateroplossing die er ook een bron bezit. In het zuiden ligt de Wijngaardsberg met wijngaarden en het hellingbos Vliekerbos. Hier liggen ook de bronnen van de Watervalderbeek en de Vliekerwaterlossing, waarbij de laatste onder andere gevoed wordt door de Catharinabron.
De buurtschappen Humcoven, Schietecoven, Waterval en Genzon behoren bij Ulestraten.

## Fabrieken in Ulestraten
Ulestraten had 3 fabrieken: een suikerfabriek, stoomzuivelfabriek Sint Joseph en een ladderfabriek.
- De suikerfabriek heeft gelegen in het gehucht Humcoven. Deze ligt aan de doorgaande weg van Ulestraten naar Meerssen richting het gehucht Waterval waar zich aan de linkerkant een groot wit vervallen gebouw bevindt, dat is de voormalige suiker of Beetwortelfabriek opgericht op 25 april 1865.
- De voormalige stoomzuivelfabriek Sint Joseph aan de Sint Catharinastraat in Ulestraten is opgericht door de oud-burgemeester Jan Pieter Visschers van Ulestraten (Lijst van burgemeesters van Ulestraten) en deze bestond van 1900 tot 1943.
- De ladderfabriek is gelegen aan de Burgemeester Visscherstraat.

## Bezienswaardigheden
- De Sint-Catharinakerk werd in 1806 gebouwd ter vervanging van de kapel op Berchem die dateerde van ongeveer 1500. In 1904 werd het schip van de kerk vernieuwd en vergroot en tegen de toren van de uit 1806 stammende kerk gebouwd in neogotische stijl. Omstreeks 1920 is de toren verhoogd. In de jaren 80 van de 20e eeuw werd de kerk gerestaureerd.
- De Centenkapel aan de Groenstraat, een kleine veldkapel die mogelijk uit de 16e of 17e eeuw stamt. De gevelsteen met het jaartal 1857 is later ingemetseld. Toen werd de kapel gebouwd of hersteld door Jan Pluymakers, ter nagedachtenis aan zijn overleden broer. De kapel staat ingeklemd tussen twee oude lindebomen.
- De Sint-Gerarduskapel aan de Burgemeester Visschersstraat 64, van 1956. Een open bakstenen kapel in rechthoekige plattegrond met trapeziumvormige afsluiting, met een kleine klokkentoren ernaast, uitgevoerd in breuksteen.
- De Mariakapel bij de kerk.
- De Mariakapel is een witte niskapel aan De Sauveurstraat.
- Het Heilig Hartmonument ter nagedachtenis aan de inslagen van twee V2's tijdens de Tweede Wereldoorlog.
- Bij de buurtschap Genzon liggen de Kloosterberg en de Onze-Lieve-Vrouw-van-Lourdeskapel.
- Huize Vliek, een kasteel uit 1725, gebouwd op de restanten van een burcht uit de 14e eeuw, met daarbij een hoeve, een koetshuis en een Engelse tuin. De gebouwen werden begin 21e eeuw gerestaureerd door de nieuwe eigenaar.
- Vliek 3, boerderij van 1786.
- Vliek 9, boerderij van 1793.
- Vliek 10, boerderij van 1795.
- De Wijngaardsberg met hellingbos Vliekerbos, wijngaard en monumentale boerderij de Wijngaardsberghof.
- De Ulestraterhof, boerderij aan Dorpstraat 21, uit 4e kwartaal van de 18e eeuw.
- Het voormalig raadhuis, aan Sint-Catharinastraat 18, van 1865 in neoclassicistische stijl. Tot 1982 raadhuis geweest.
- Het gehucht Waterval, met vakwerkhuizen, met name Waterval 7.
- 18e-eeuwse Woonhuizen Genzon 41, Groot Berghem 9, Groot Berghem 13 en Sint-Catharinastraat 38, soms met oudere kern.
- Voormalige smidse, aan Sint-Catharinastraat 35, een 18e-eeuws vakwerkhuis.
- De Catharinabron, een kalktufbron aan de Sint-Catharinastraat.

## Afbeeldingen

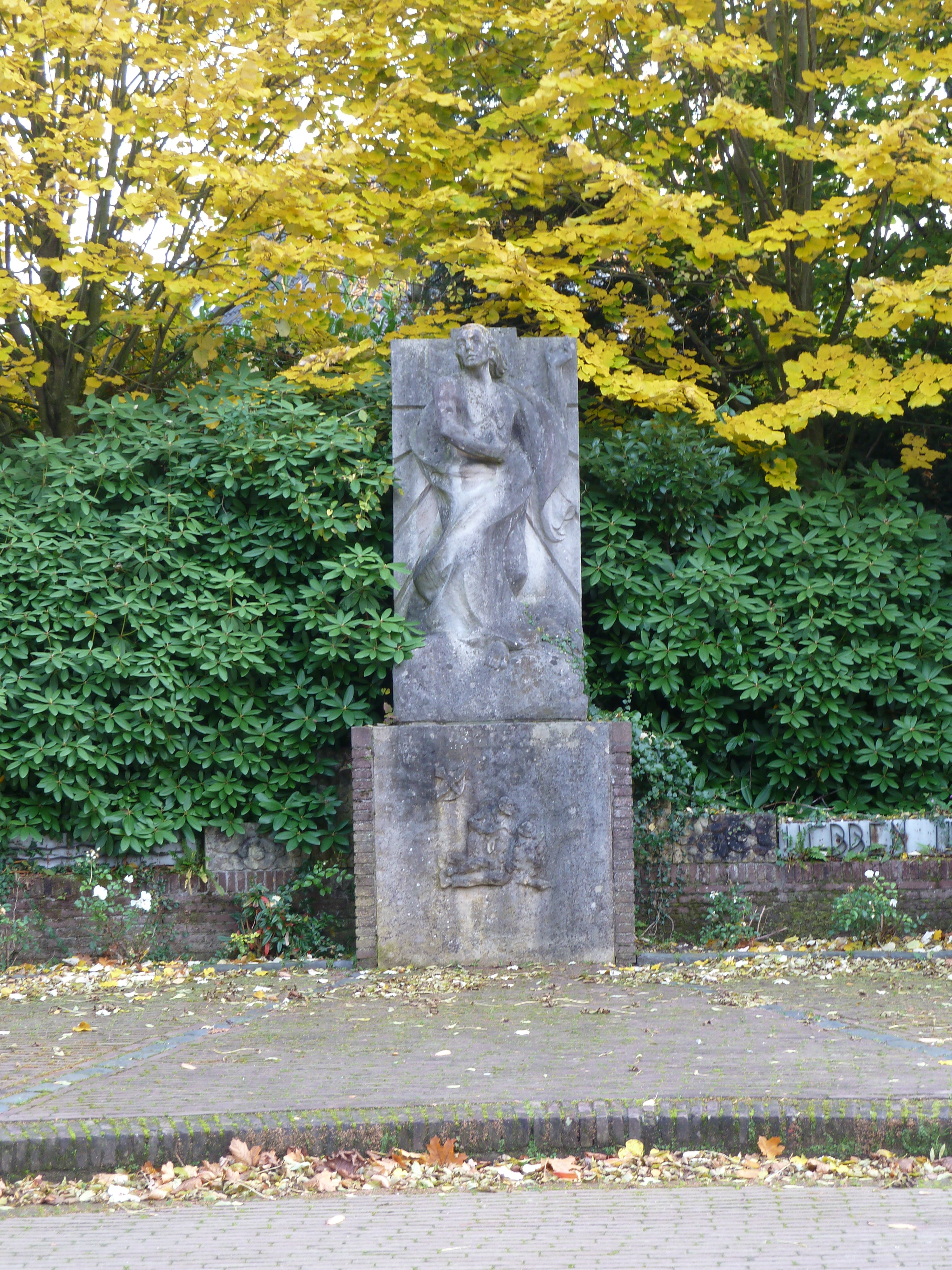
Beeld Sint Catharinastraat
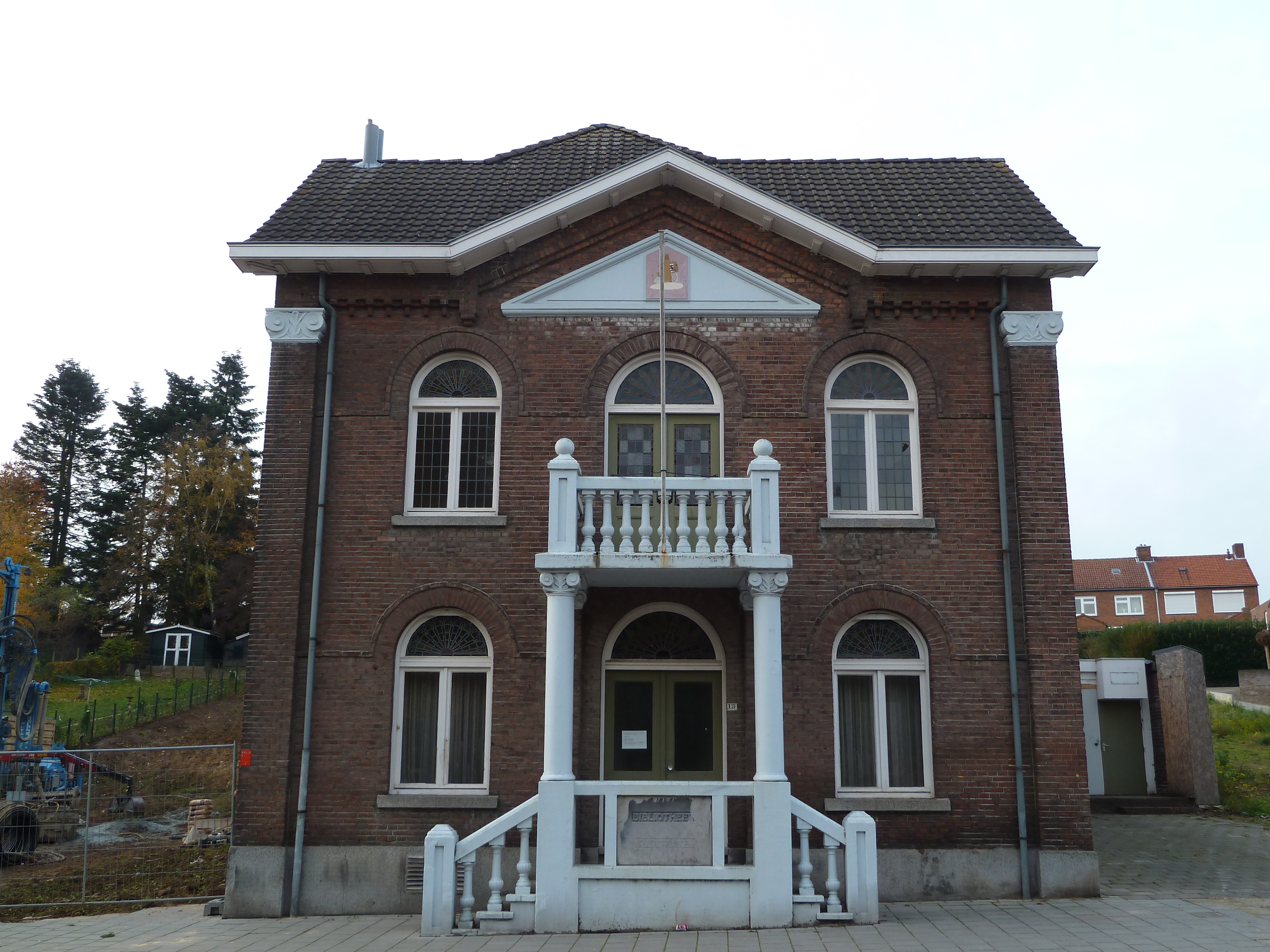
Sint Catharinastraat 18
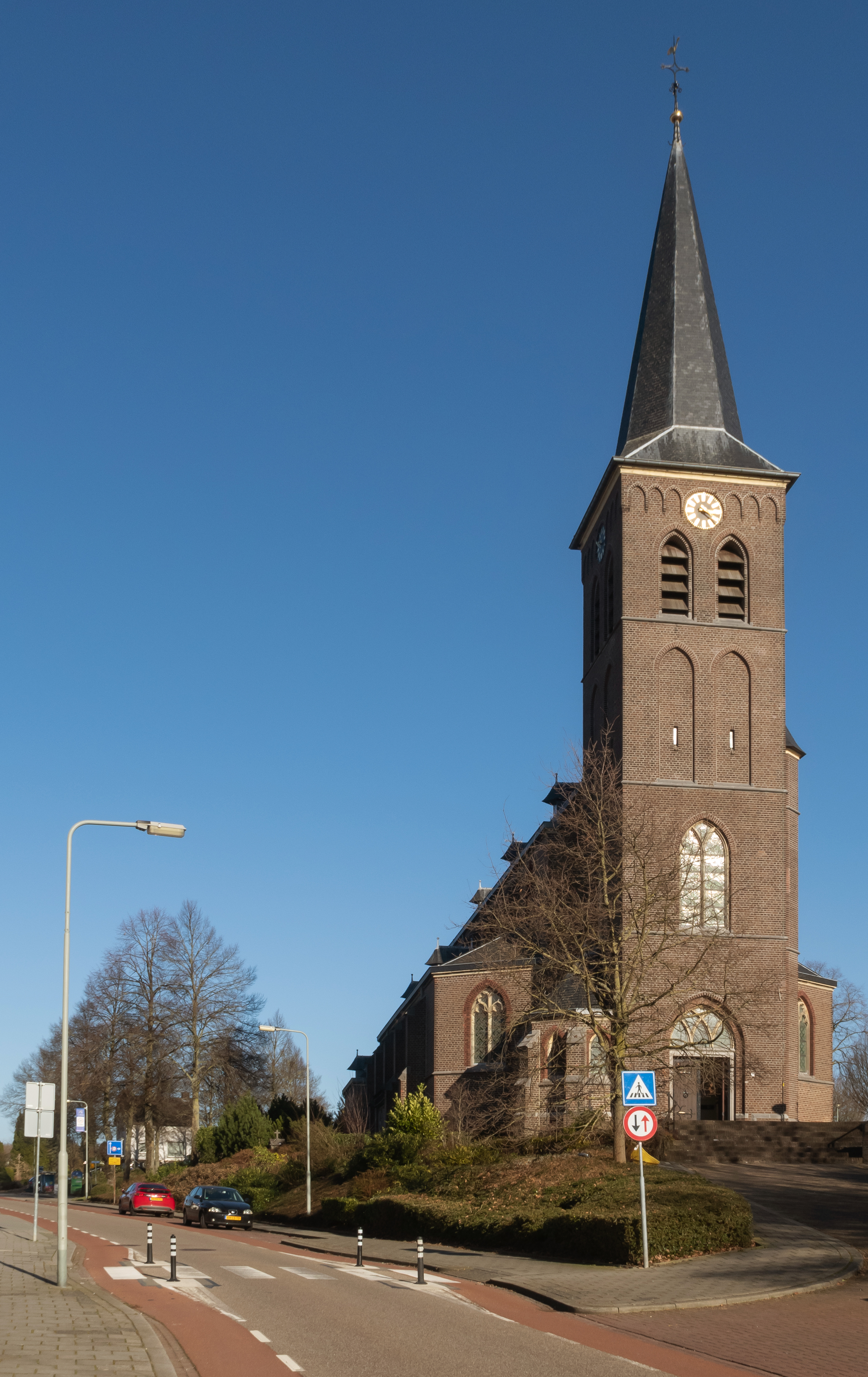
Sint-Catharinakerk
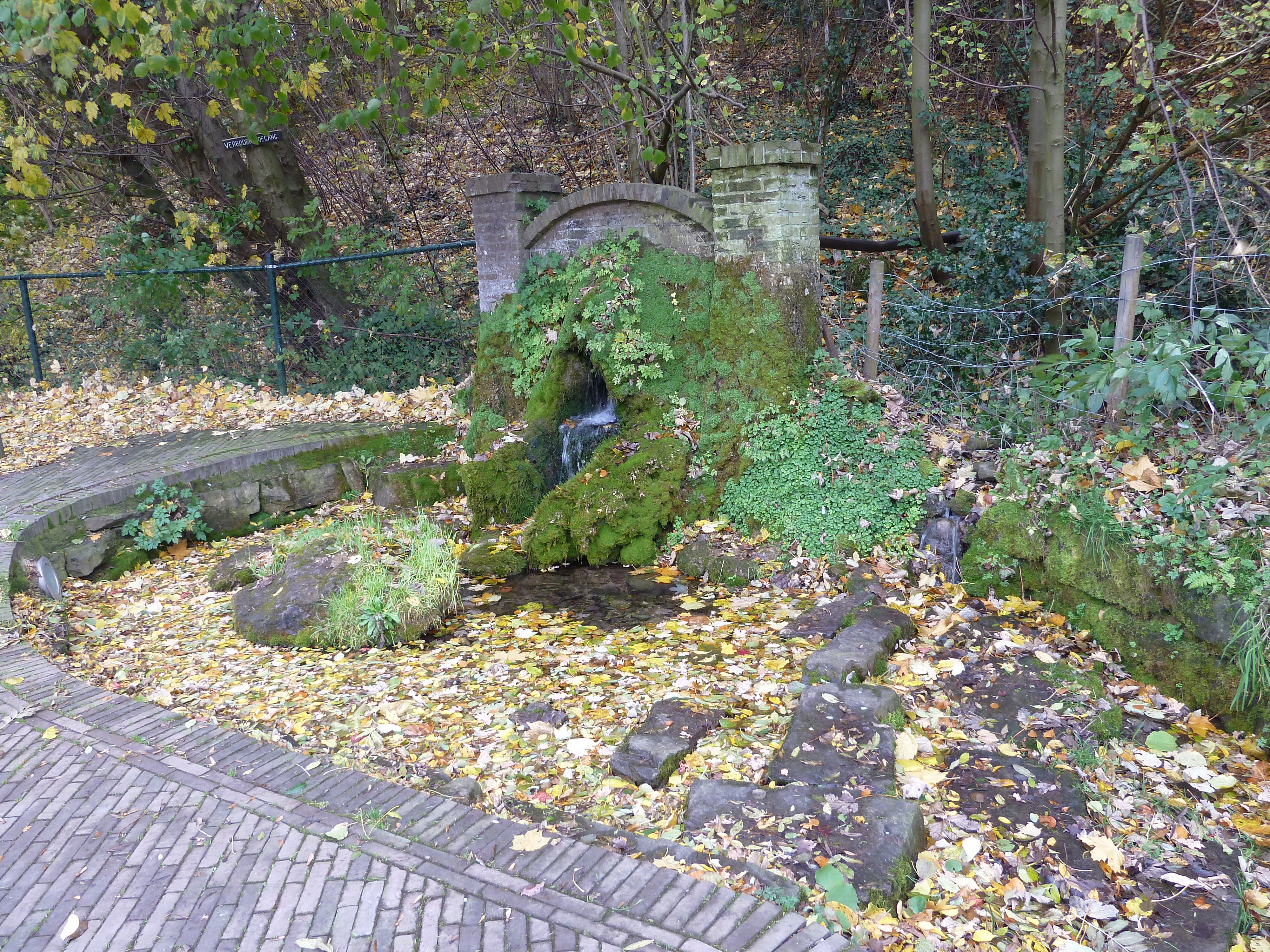
De Catharinabron in de Sint Catharinastraat
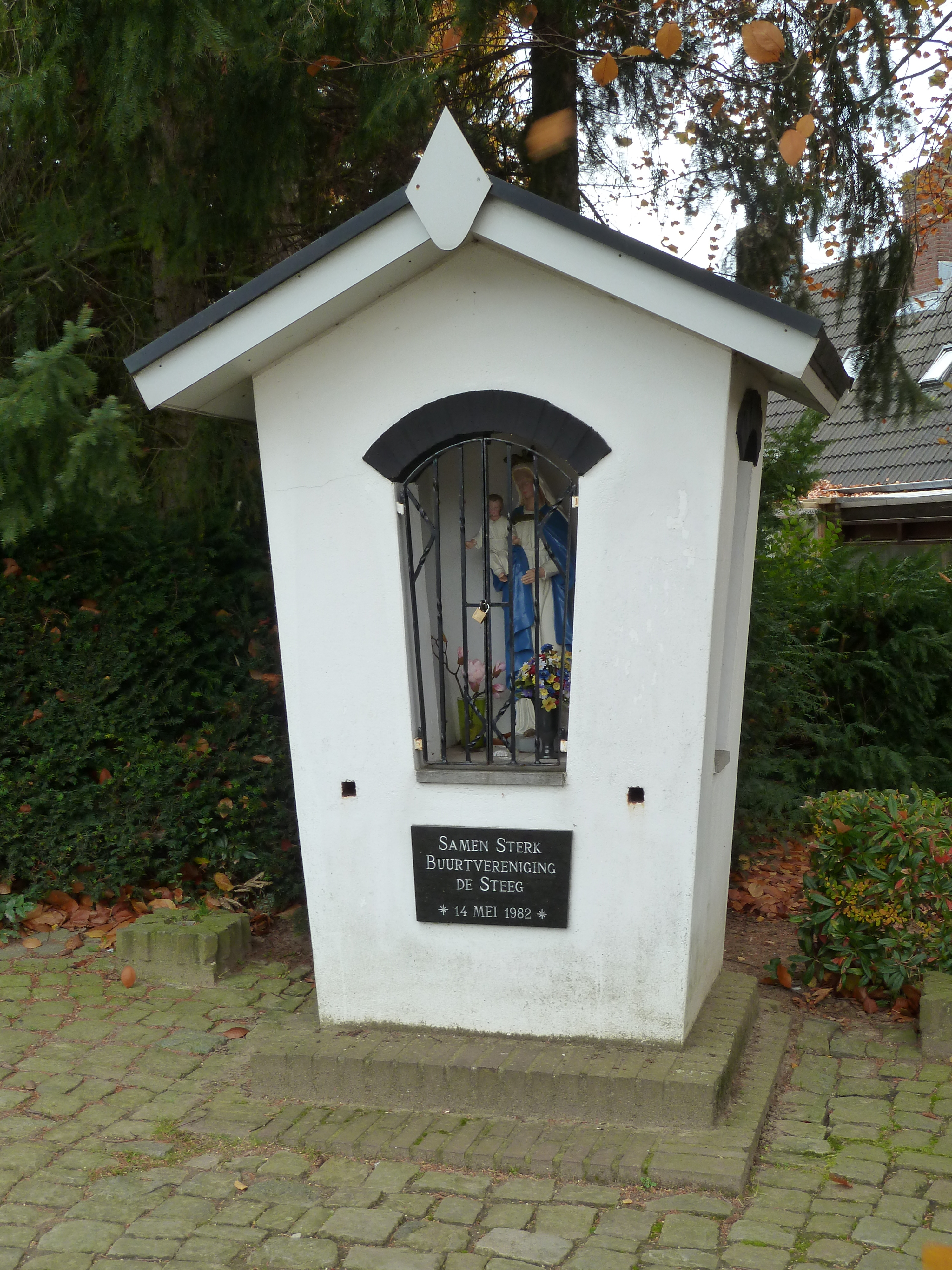
Niskapel aan De Sauveursstraat-Blockhuijsstraat

## Verenigingsleven
De gemeenschap heeft een rijk verenigingsleven met onder andere muziekvereniging Koninklijke Fanfare Concordia, Carnavalsvereniging De Kuutebieters, voetbalclub RKUVC, een scouting-afdeling, een IVN-afdeling en een toneelvereniging.

## Bereikbaarheid
Ulestraten heeft geen treinstation, maar heeft met buslijn 52 wel aansluiting met de treinstations van Heerlen en Meerssen. Ulestraten is ook bereikbaar via de A2, afrit 50 Ulestraten. Bij Ulestraten ligt ook het vliegveld Maastricht Aachen Airport met daarbij ook het bijhorende bedrijventerrein Maastricht Airport. Ulestraten heeft ook nog een bedrijventerrein Bamford. Sinds 2015 is de ringweg rond het vliegveld volledig in gebruik genomen, waardoor Ulestraten nu veel beter bereikbaar is.

## Geboren
- Gène Eggen (1921-2000), tekenaar, schilder, graficus en beeldhouwer
- Bartolomeus van Maastricht (?-1446), monnik en conciliarist
- Louis Sicking (1966), historicus

## Overleden
- Pieter Defesche (1921-1998), beeldend kunstenaar

## Nabijgelegen kernen
Meerssen, Raar, Schimmert, Genhout, Geverik, Moorveld